# 10722 Monari
10722 Monari (1986 TB) là một tiểu hành tinh vành đai chính.